# Lathrolestes citrofrontalis
Lathrolestes citrofrontalis är en stekelart som beskrevs av Otto Schmiedeknecht 1912. Lathrolestes citrofrontalis ingår i släktet Lathrolestes och familjen brokparasitsteklar. Inga underarter finns listade i Catalogue of Life.